# Barenton-Cel
Pour les articles homonymes, voir Barenton (homonymie).
Barenton-Cel est une commune française située dans le département de l'Aisne en région Hauts-de-France.

## Géographie

### Hydrographie
La commune est située dans le bassin Seine-Normandie. Elle est drainée par le ruisseau des Barentons,.
Le ruisseau des Barentons, d'une longueur de 25 km, prend sa source dans la commune de Festieux et se jette  dans la Souche à Barenton-sur-Serre, après avoir traversé dix communes.

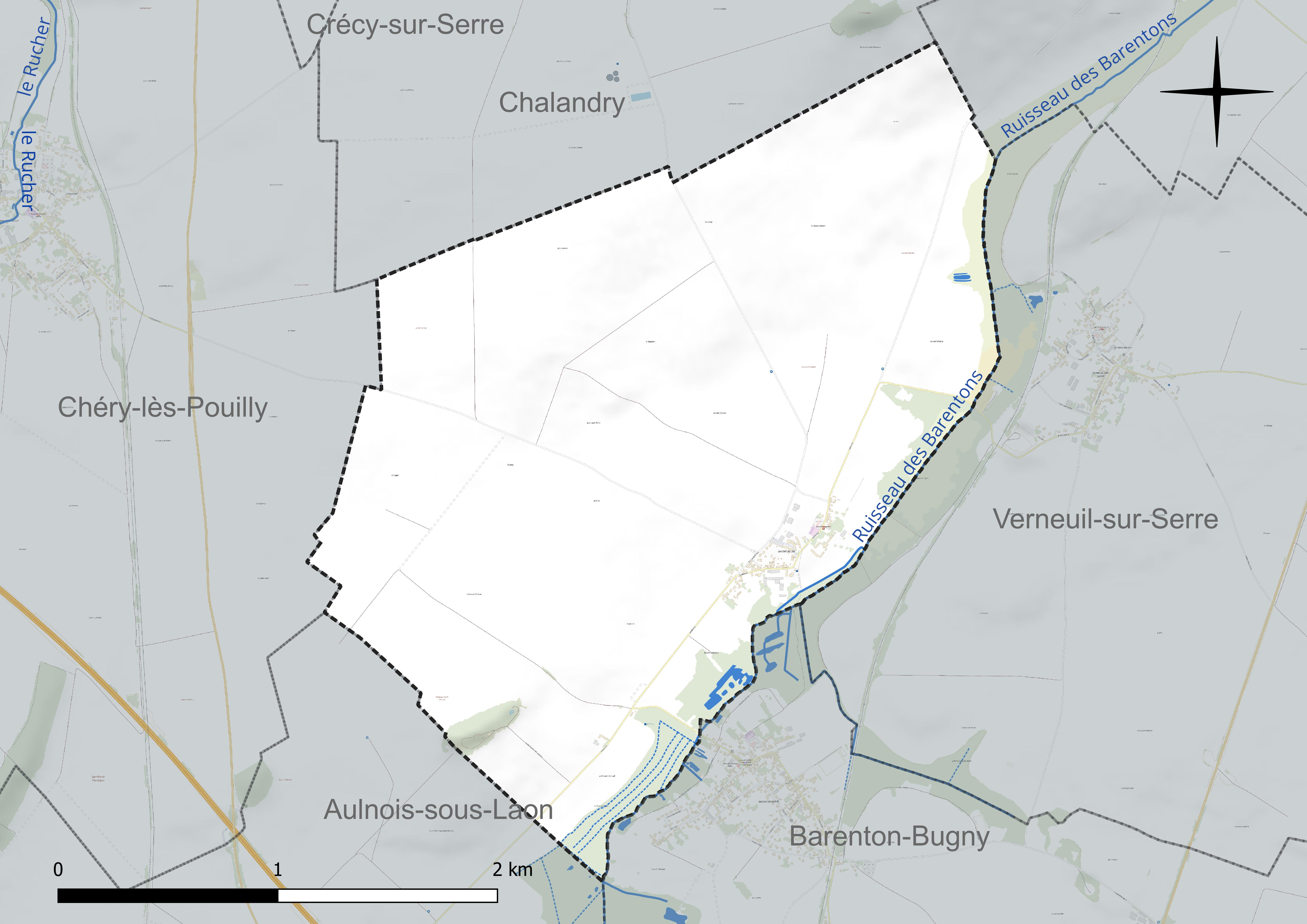
Réseau hydrographique de Barenton-Cel.

### Climat
Pour des articles plus généraux, voir Climat des Hauts-de-France et Climat de l'Aisne.
En 2010, le climat de la commune est de type climat océanique dégradé des plaines du Centre et du Nord, selon une étude du CNRS s'appuyant sur une série de données couvrant la période 1971-2000. En 2020, Météo-France publie une typologie des climats de la France métropolitaine dans laquelle la commune est exposée à un climat océanique altéré et est dans la région climatique Nord-est du bassin Parisien, caractérisée par un ensoleillement médiocre, une pluviométrie moyenne régulièrement répartie au cours de l'année et un hiver froid (3 °C).
Pour la période 1971-2000, la température annuelle moyenne est de 10,4 °C, avec une amplitude thermique annuelle de 15,3 °C. Le cumul annuel moyen de précipitations est de 747 mm, avec 11,7 jours de précipitations en janvier et 9 jours en juillet. Pour la période 1991-2020, la température moyenne annuelle observée sur la station météorologique la plus proche, située sur la commune d'Aulnois-sous-Laon à 5 km à vol d'oiseau, est de 11,0 °C et le cumul annuel moyen de précipitations est de 685,6 mm,. Pour l'avenir, les paramètres climatiques de la commune estimés pour 2050 selon différents scénarios d'émission de gaz à effet de serre sont consultables sur un site dédié publié par Météo-France en novembre 2022.

## Urbanisme

### Typologie
Barenton-Cel est une commune rurale,. Elle fait en effet partie des communes peu ou très peu denses, au sens de la grille communale de densité de l'Insee,.
Par ailleurs la commune fait partie de l'aire d'attraction de Laon, dont elle est une commune de la couronne. Cette aire, qui regroupe 106 communes, est catégorisée dans les aires de 50 000 à moins de 200 000 habitants,.

### Occupation des sols
L'occupation des sols de la commune, telle qu'elle ressort de la base de données européenne d'occupation biophysique des sols Corine Land Cover (CLC), est marquée par l'importance des territoires agricoles (92,1 % en 2018), une proportion identique à celle de 1990 (92,1 %). La répartition détaillée en 2018 est la suivante : 
terres arables (92,1 %), zones urbanisées (3,5 %), forêts (2,2 %), zones humides intérieures (2,1 %).
L'évolution de l'occupation des sols de la commune et de ses infrastructures peut être observée sur les différentes représentations cartographiques du territoire : la carte de Cassini (XVIIIe siècle), la carte d'état-major (1820-1866) et les cartes ou photos aériennes de l'IGN pour la période actuelle (1950 à aujourd'hui).

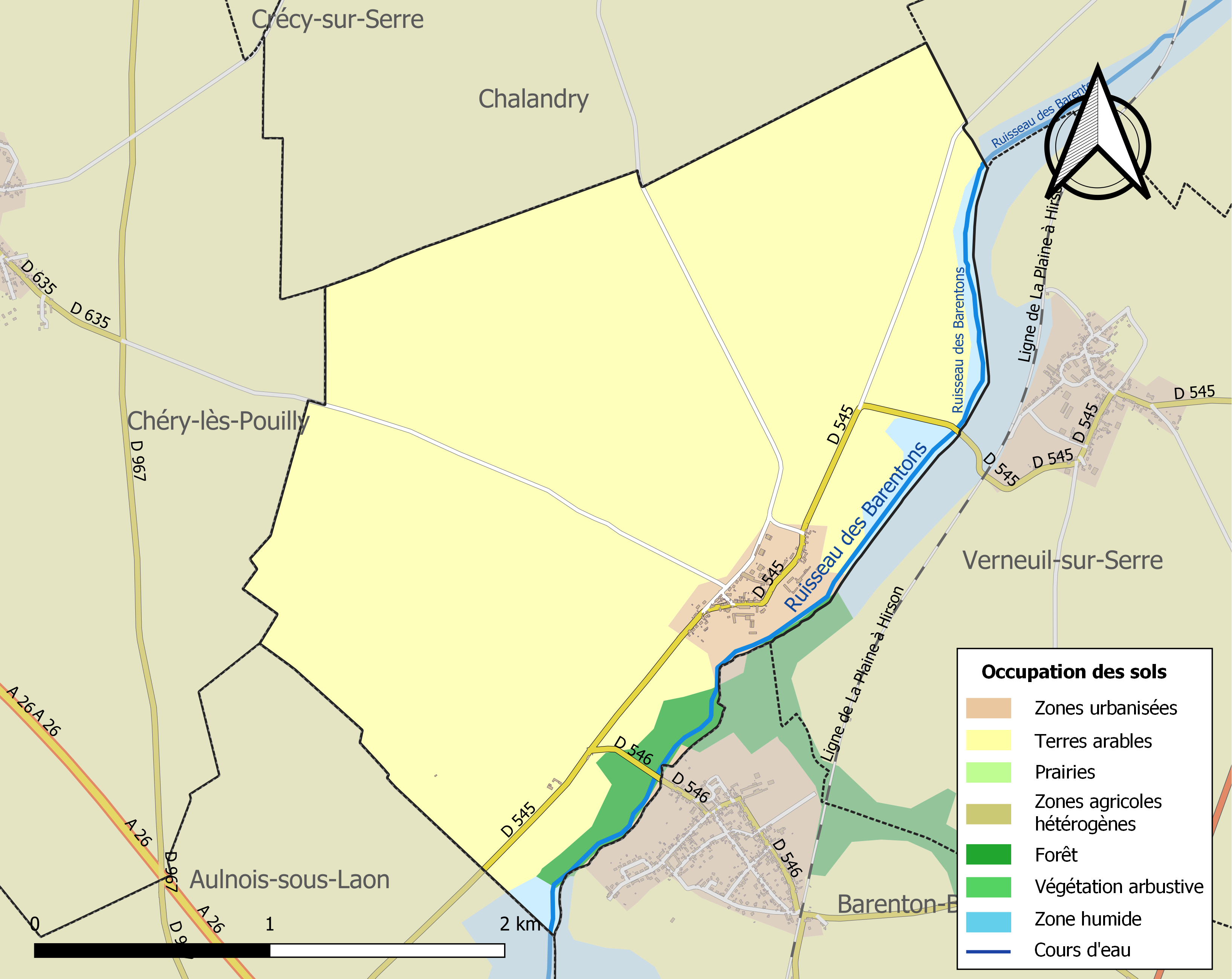
Carte des infrastructures et de l'occupation des sols de la commune en 2018 (CLC).
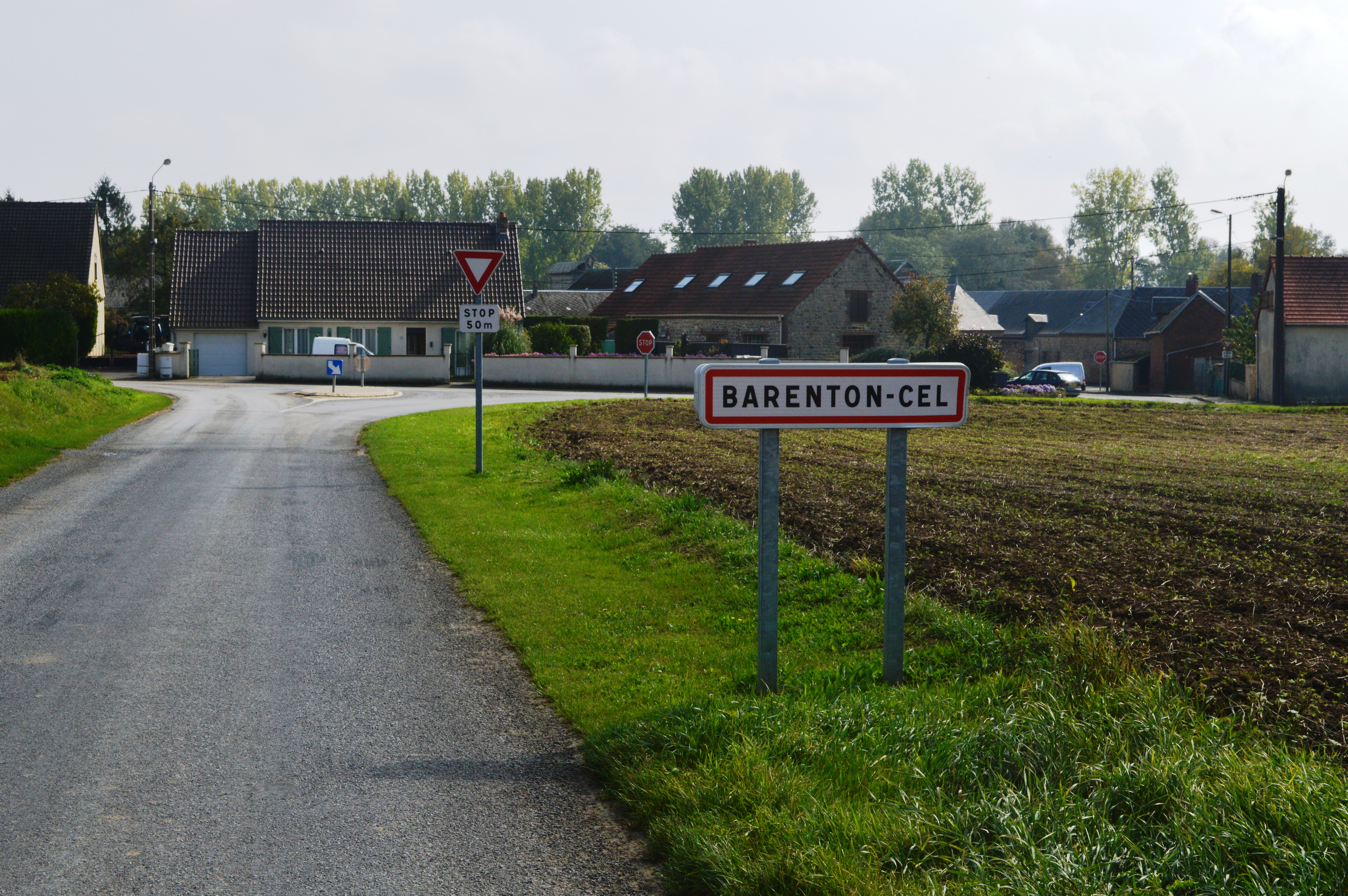
Entrée de Barenton-Cel.

## Toponymie
Le nom de la localité est attesté sous les formes Barenton-Cella (1340) ; Barenton-Sellum (1365) ; Barenton-Sel (1411) ; Terroir de Barrenton-Sel (1586) ; Barenton-Scel (1568) ; Barenton-Secq (1597) ; Barenton-le-Scel (1644) ; Barenton-le-Secq (1674) ; Barenton-le-Sel (1709) ; Barenton-le-Sec (1710).
Barenton est un toponyme gaulois, reposant sur un radical prélatin barant  évoquant l'eau.[réf. nécessaire]
Les Barentons est une petite rivière française qui coule dans le département de l'Aisne, en région Hauts-de-France, et un affluent de la Souche en rive gauche, donc un sous-affluent de la Seine par la Serre et l'Oise.

## Politique et administration

### Découpage territorial
La commune de Barenton-Cel est membre de la communauté de communes du Pays de la Serre, un établissement public de coopération intercommunale (EPCI) à fiscalité propre créé le 17 décembre 1992 dont le siège est à Crécy-sur-Serre. Ce dernier est par ailleurs membre d'autres groupements intercommunaux.
Sur le plan administratif, elle est rattachée à l'arrondissement de Laon, au département de l'Aisne et à la région Hauts-de-France. Sur le plan électoral, elle dépend du  canton de Marle pour l'élection des conseillers départementaux, depuis le redécoupage cantonal de 2014 entré en vigueur en 2015, et de la première circonscription de l'Aisne  pour les élections législatives, depuis le dernier découpage électoral de 2010.

### Administration municipale
| Période                                  | Période                       | Identité        | Étiquette | Qualité                                        |
| ---------------------------------------- | ----------------------------- | --------------- | --------- | ---------------------------------------------- |
| Les données manquantes sont à compléter. |                               |                 |           |                                                |
| Juin 1995                                | mars 2008                     | Bernard Brazier | DVD       |                                                |
| mars 2008                                | En cours (au 11 juillet 2020) | David Petit     | LR        | Agent technique Réélu pour le mandat 2020-2026 |

## Démographie
L'évolution du nombre d'habitants est connue à travers les recensements de la population effectués dans la commune depuis 1793. Pour les communes de moins de 10 000 habitants, une enquête de recensement portant sur toute la population est réalisée tous les cinq ans, les populations de référence des années intermédiaires étant quant à elles estimées par interpolation ou extrapolation. Pour la commune, le premier recensement exhaustif entrant dans le cadre du nouveau dispositif a été réalisé en 2006.

En 2022, la commune comptait 108 habitants, en évolution de −7,69 % par rapport à 2016 (Aisne : −1,97 %, France hors Mayotte : +2,11 %).
| 1793 | 1800 | 1806 | 1821 | 1831 | 1836 | 1841 | 1846 | 1851 |
| ---- | ---- | ---- | ---- | ---- | ---- | ---- | ---- | ---- |
| 105  | 104  | 119  | 130  | 170  | 167  | 168  | 202  | 198  |

| 1856 | 1861 | 1866 | 1872 | 1876 | 1881 | 1886 | 1891 | 1896 |
| ---- | ---- | ---- | ---- | ---- | ---- | ---- | ---- | ---- |
| 172  | 166  | 194  | 174  | 182  | 188  | 169  | 161  | 144  |

| 1901 | 1906 | 1911 | 1921 | 1926 | 1931 | 1936 | 1946 | 1954 |
| ---- | ---- | ---- | ---- | ---- | ---- | ---- | ---- | ---- |
| 134  | 143  | 143  | 141  | 162  | 178  | 167  | 193  | 200  |

| 1962 | 1968 | 1975 | 1982 | 1990 | 1999 | 2006 | 2011 | 2016 |
| ---- | ---- | ---- | ---- | ---- | ---- | ---- | ---- | ---- |
| 147  | 108  | 129  | 147  | 141  | 133  | 148  | 131  | 117  |

| 2021 | 2022 | - | - | - | - | - | - | - |
| ---- | ---- | - | - | - | - | - | - | - |
| 108  | 108  | - | - | - | - | - | - | - |

## Culture locale et patrimoine

### Lieux et monuments
- Église Saint-Georges de Barenton-Cel.
- Monument aux morts.
- Traces de fortification au lieu-dit Hannot[26].

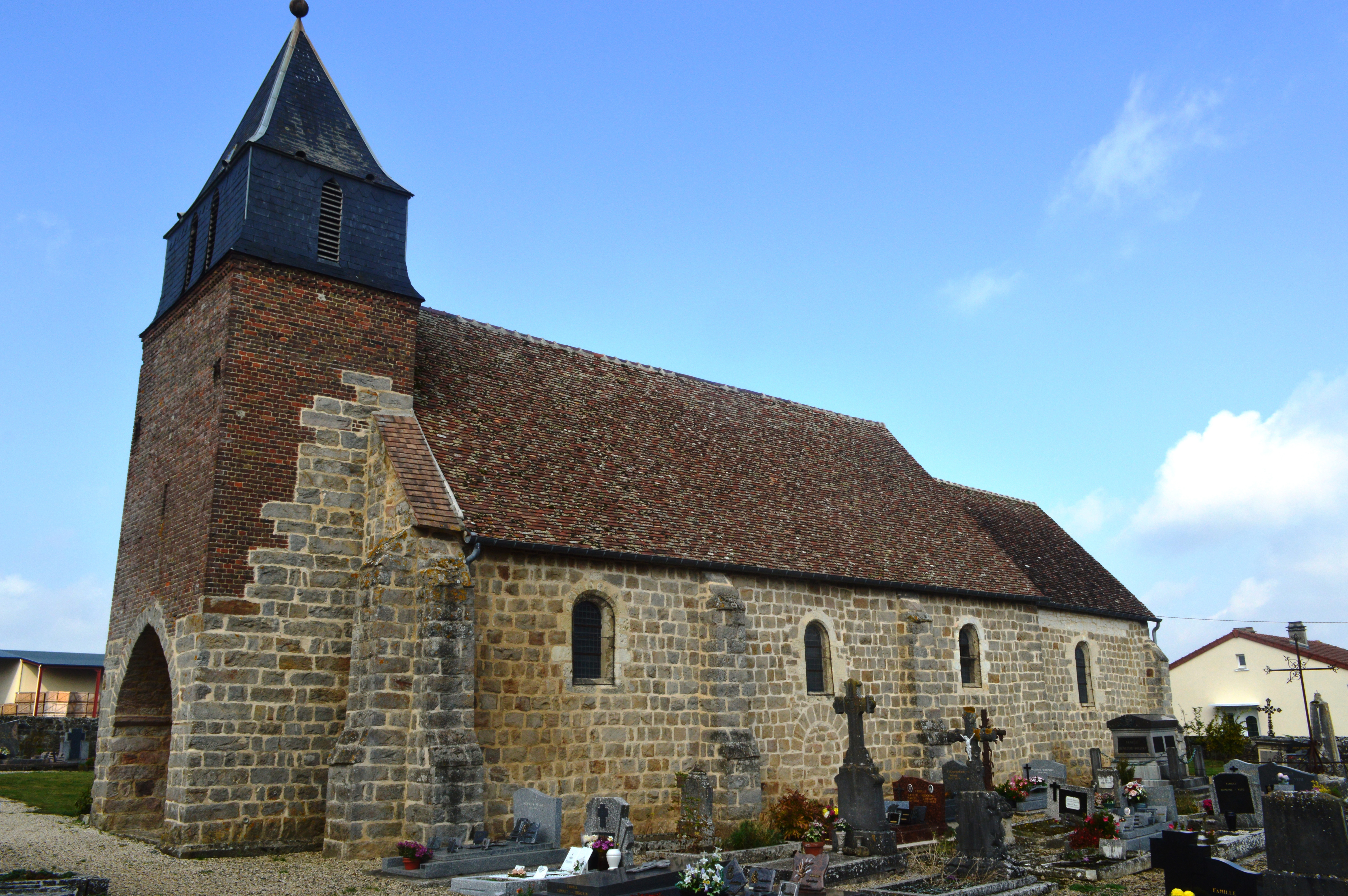
Église Saint-Georges.
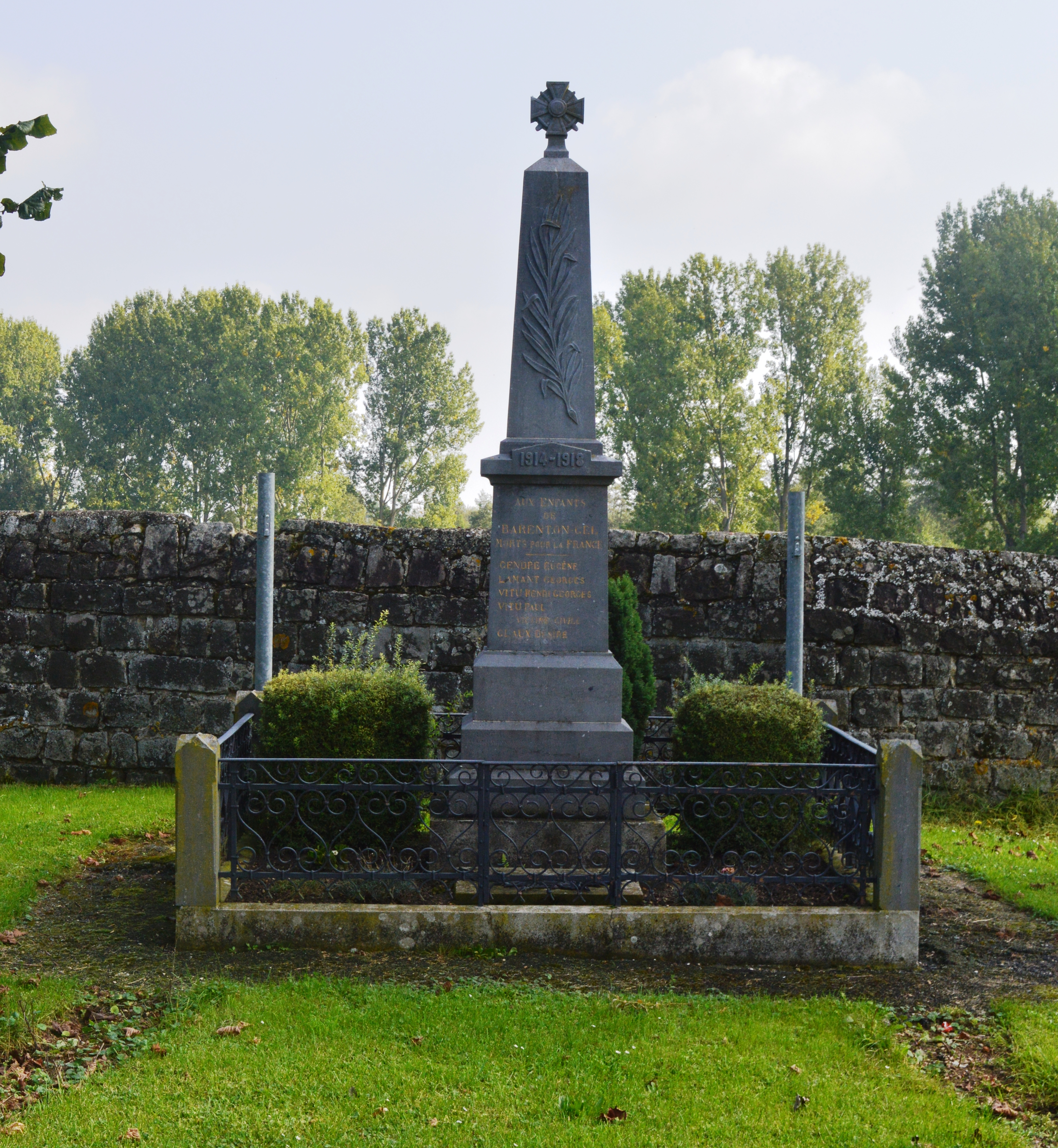
Monument aux morts.

## Pour approfondir